# Caradrina rufostigmata
Caradrina rufostigmata là một loài bướm đêm trong họ Noctuidae.